# Fotografisk film

Schematisk bild över olika lager i en färgfilm.
1. Filmbas
2. Underlager
3. Rött ljuslager
4. Grönt ljuslager
5. Gulfilter
6. Blått ljuslager
7. UV-filter
8. Skyddande lager
9. Synligt ljus

Fotografisk film består av en klar plastremsa, nuförtiden oftast av acetat. Tidigare gjordes den av celluloid, som med växande ålder blev brandfarlig. De allra första fotografiska upptagningsmedlen var gjorda på plåt (jfr. "att plåta") eller glas.
Filmbasen är överdragen med ett ljuskänsligt skikt bestående av silverföreningar som är ingjutna i ett gelatinskikt, en typ av dispersion som i detta fall ofta, men oegentligt, kallas emulsion. Film finns i olika filmformat. När en film transporteras mellan olika biografer är den ofta samlade i ett antal plåtaskar med en akt i varje ask.
Ljuskänsligheten, "snabbheten", som tidigare angavs i ASA eller DIN, anges numera i ISO-grader.

## Brandfarlig äldre film
Äldre tiders fotografisk film (nitratfilm), där celluloid användes som filmbas, blev med tiden mycket brandfarlig, eftersom silvernitrat i den ljuskänsliga emulsionen förenade sig med celluloiden och bildade "nitrocellulosa". Ett antal förödande biografbränder inträffade på grund av att filmen exempelvis trasslade in sig och stoppades i projektorn och utsattes för kraftig värme från projektorbelysningen.
Många äldre spelfilmer har också gått totalt förlorade genom spontan explosiv brand. Sådan film kräver förvaring under mycket säkra förhållanden, till exempel i särskilda kasematter för film.
Sedan länge används varken silvernitrat (AgNO3) eller celluloid vid filmtillverkning. I stället används oftast silverbromid (AgBr) eller silverklorid (AgCl) på acetat. De senaste åren har all biograffilm (visnings-kopiorna) polyester-bas.

## Acetatfilmens hållbarhet
När acetatfilm förvaras i varm och fuktig miljö uppstår vad som kallas ”vinägersyndrom”. Processen kan inte förhindras, bara fördröjas. Om filmerna förvaras enligt rekommendationer i kall och torr miljö har den förväntade livslängden på filmerna beräknats till omkring 400 år. Studier vid Institute of Sustainable Heritage, UCL, har nu visat att det snarare dröjer 70 år innan vinägersyndromet sätter in. Åtgärder för att säkra filmerna eller fördröja processen är sänka lagringstemperaturen, minska fuktigheten, sätta i karantän de filmer som visar symptom på vinägersyndrom (filmerna kan ”smitta” andra filmer), göra ny kopia av filmerna eller föra över dem till digital miljö.